# Szeflera drzewkowata
Szeflera drzewkowata (Schefflera arboricola L.) – gatunek z rodziny araliowatych. Pochodzi z wysp Hajnan i Tajwan. Strefy mrozoodporności: 10-11. Zawiera substancje, które mogą drażnić skórę i błonę śluzową.

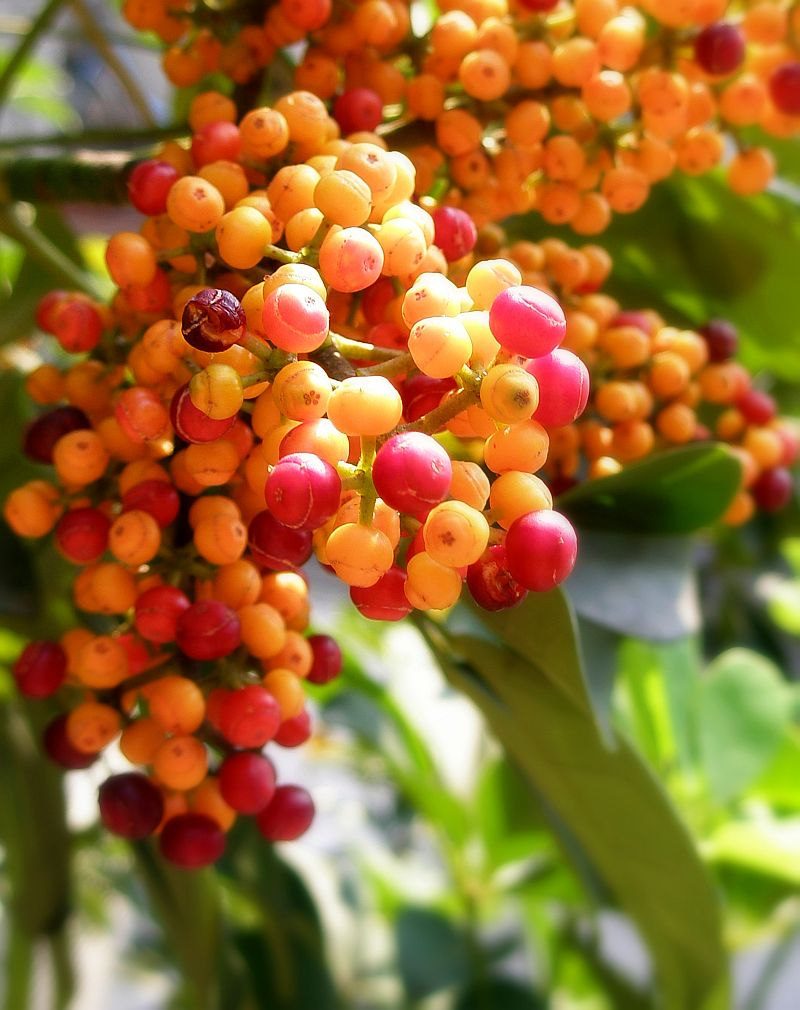
Owoce

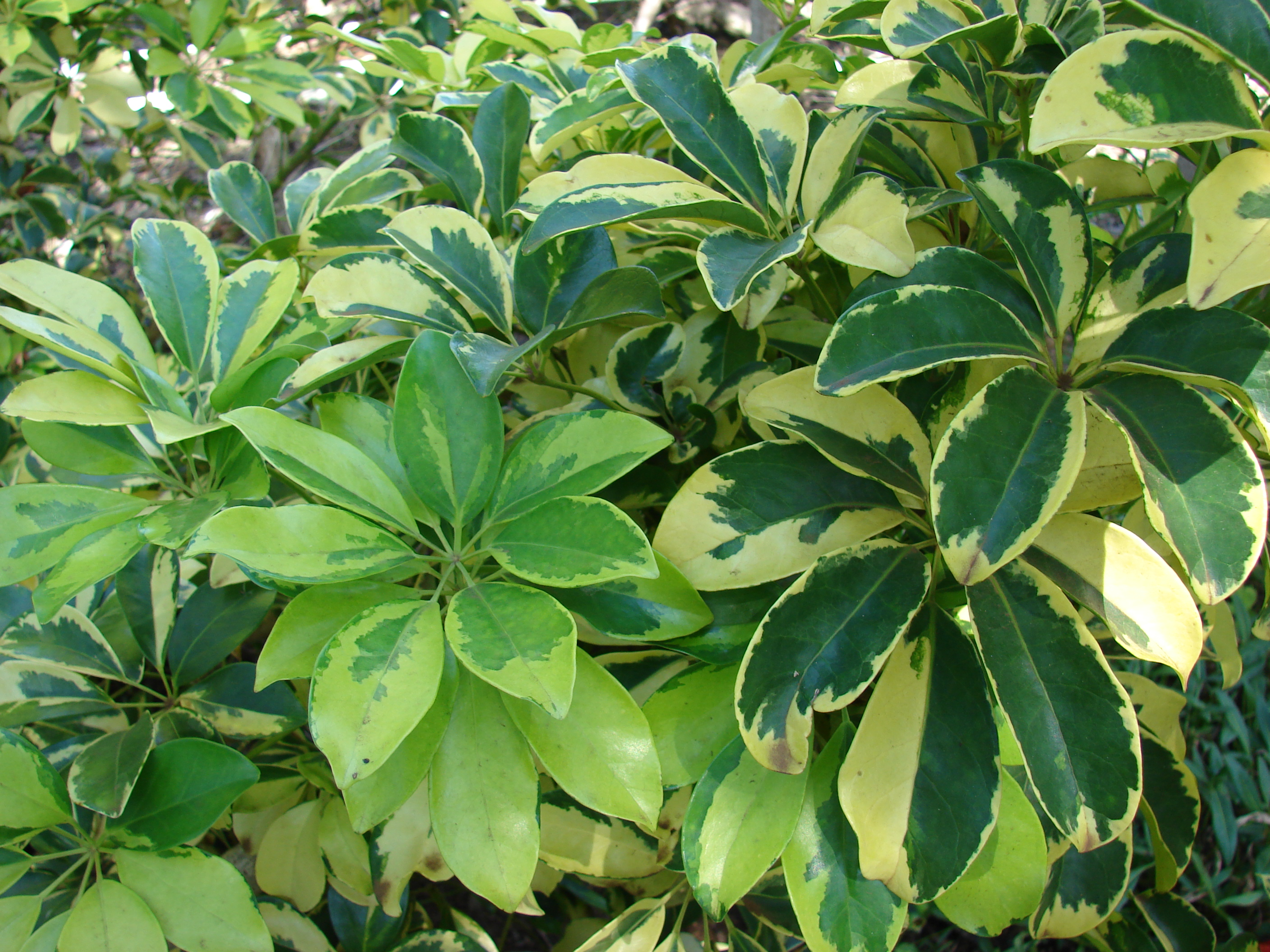
Odmiana 'Hong Kong' z liśćmi przebarwionymi

## Morfologia
PokrójWiecznie zielony krzew o pędach wspinających się, osiąga do 4 m wysokości.
LiścieCiemnozielone, błyszczące, dłoniastozłożone składające się z 7-9 listków, osadzonych na ogonku długości 10–20 cm.
KwiatyZebrane w szczytowy kwiatostan złożony – wiecha z drobnymi baldaszkami na końcach rozgałęzień. Główna oś kwiatostanu od 3 do 8 cm długości, odgałęzienia do 10 cm długości, rzadko owłosione gwiazdkowato.
OwoceKuliste jagody do 5 mm średnicy, pomarańczowe, przechodzące w kolor fioletowo-czarny, na szypułkach o długości 3-6 mm.

## Zastosowanie
- W tropikach uprawiane zwłaszcza jako żywopłot[5].
- W klimacie umiarkowanym hodowana jako popularna roślina doniczkowa. Odmiana różnobarwna posiada liście z nieregularnymi kremowymi przebarwieniami liści[5].
- W Chinach także jako roślina lecznicza[4].

## Uprawa
Szeflera drzewkowata wymaga jasnego albo przynajmniej półcienistego miejsca. Latem należy roślinę osłonić przed pełnym słońcem, które może spowodować żółknięcie liści. Roślina wymaga latem temperatur z zakresu 15-21ºC, zimą – 12–16ºC. 
Szeflera drzewkowata dobrze znosi krótkotrwałe chłody w granicach do 10ºC (w przypadku dłuższego utrzymywania się chłodu liście żółkną i opadają). Roślinę należy regularnie umiarkowanie podlewać, podłoże powinno być lekko wilgotne. Podłożem najlepiej jeśli jest substrat torfowy lub ziemia uniwersalna o odczynie pH 5,5-6,5. Liście należy przecierać ściereczką lekko wilgotną. Przesadzanie co 2-3 lata.